# Riudoms
Riudoms est une commune de la province de Tarragone, en Catalogne, en Espagne, de la comarque de Baix Camp.

## Géographie
La commune de Riudoms est située à cinq kilomètres environ de la ville de Reus.

## Culture locale et patrimoine

### Lieux et monuments
- Le site archéologique de la villa romaine de La Mola.
- L'église Saint-Jacques.

### Personnalités
- Bonaventure de Barcelone (1620-1684) : frère franciscain reconnu bienheureux, né à Riudoms[1] ;
- Antoni Gaudí (1852-1926) : architecte né à Reus ou à Riudoms.